# Jordi August de Nassau-Idstein
Jordi August de Nassau-Idstein (en alemany Georg August Samuel von Nassau-Idstein) va néixer el 26 de febrer de 1665 a Idstein (Alemanya) i va morir el 26 d'octubre de 1721 a Biebrich. Era un noble alemany fill de Joan de Nassau-Idstein (1603-1677) i d'Anna de Leiningen-Falkenburg (1625-1668).

## Biografia
El seu pare va morir quan ell tenia només 12 anys, de manera que Joan Gaspar de Leiningen-Dagsburg, un germà de la seva mare, i el comte Joan August de Solms van fer-se càrrec de la regència. El jove príncep, mentre no tenia la majoria d'edat, va dedicar aquest temps a estudiar a Gießen, a Estrasburg i a París, i més tard al Regne d'Anglaterra i al Ducat de Brabant. Va tenir relació amb les diversos Corts europees, quedant impressionat especialment pel Palau de Versalles.
El 1683 va participar en la defensa de Viena. El 4 d'agost de 1688 l'emperador Leopold I el va recompensar pel seu servei en l'alliberament de Viena.
Va viure bona part de la seva vida a la ciutat de Wiesbaden que, com la resta del comtat de Nassau-Idstein havia patit una forta devastació durant la Guerra dels Trenta Anys, agreujada per la pesta de 1675. Jordi August va dedicar bona part dels esforços del seu govern en la reconstrucció de la ciutat. Entre altres, va refer el Palau Reial d'Idstein, així com el de Wiesbaden amb tots els seus jardins.

## Matrimoni i Fills
El 22 de novembre de 1688 es va casar a Kirchheim unter Teck amb Enriqueta Dorotea d'Oettingen (1672-1728), filla del príncep Albert Ernest I (1642-1683) i de Cristina Frederica de Württemberg (1644-1674). El matrimoni va tenir 12 fills: 
- Frederic Ernest (1689-1690).
- Cristina Lluïsa (1691-1723), casada amb Jordi Albert d'Ostfriesland (1689-1743).
- Carlota Eberhardina (1692-1693).
- Enriqueta Carlota (1693-1734), casada amb Maurici Guillem de Saxònia-Merseburg (1681-1731).
- Elionor Carlota (1696-1696).
- Albertina Juliana (1698-1722), casada amb Guillem Enric de Saxònia-Eisenach (1691-1741).
- Frederica Augusta (1699-1750), casada amb Carles August de Nassau-Weilburg (1685-1753).
- Joana Guillemina (1700-1756), casada amb Simó Enric de Lippe-Detmold (1694-1734).
- Frederic August (1702-1703).
- Guillem Saumuel (1704-1704).
- Elisabeth Francesca (1708-1721).
- Lluïsa Carlota (1710-1721).